# Östra Finlands militärlän
Östra Finlands militärlän (finsk: Itä-Suomen sotilaslääni) er et af hærens fire militære len indenfor Finlands försvarsmakt. Militærlenets stab er placeret i Kouvola. Lenet er inddelt i fem regionale kontorer eller regionalbyråer, som de kaldes i Finland.

## Regionalbureauer
- Regionalbureau for Norra Karelen i Joensuu
- Regionalbureau for Södra Karelen i Villmanstrand
- Regionalbureau for Norra Savolax i Kuopio
- Regionalbureau for Södra Savolax i Sankt Michel
- Regionalbureau for Kymmenedalen i Fredrikshamn